# Route départementale 112 (Haïti)
Pour les articles homonymes, voir Route départementale 112.
La route départementale 112, ou RD 112, est une route départementale d'Haïti, reliant Petite Rivière de l'Artibonite à L'Estère.

## Présentation
La route 112 commence au centre-ville de Petite Rivière de l'Artibonite, dans le prolongement d'un sentier partant du Fort de la Crête à Pierrot. 
A la sortie  de Petite Rivière de l'Artibonite, la route devient la Route Petite Rivière de l'Artibonite. 
Le paysage devient rural. 
Au lieu-dit de Ségur la route continue vers le nord et devient la route Marchand-Petite Rivière. 
traversant les localités de Bruneau et Detayac, Bois Jour, puis la rivière l'Estère, et ensuite la rivière Cabeuil et la rivière La Coupe-al'Inde.
La route entre dans la partie urbaine de Dessalines et lorsqu'elle quitte le centre-ville de Dessalines elle partage le tracé avec la RN 107, elle continue en direction nord-ouest, parallèlement aux contreforts, à travers les localités de Passe à Roche et Passe Décosse où confluent la rivière Rivière La Coupe à l'Inde et la rivière l'Estère. 
Dans la commune de L'Estère elle se termine à sa jonction avec la RN 1.

## Tracé
- Petite Rivière de l'Artibonite
- Rivière l'Estère
- Dessalines
- Rivière Cabeuil
- Johanisse, L'Estère